# Miosiren
Miosiren és un gènere extint de mamífers sirenis de la família dels triquèquids que visqueren al nord de l'oceà Atlàntic durant el Miocè inferior, fa entre 16 i 20,4 milions d'anys. Se n'han trobat restes fòssils a Bèlgica i el Regne Unit, lluny de la distribució tropical de la gran majoria dels sirenis. Igual que el seu parent més proper, l'anomoteri, tenia el paladar molt robust, apte per esclafar invertebrats, cosa que li hauria servit per suplementar la seva dieta d'herba marina a aquestes latituds relativament altes. Les terceres dents molars superiors estaven força reduïdes.